# 8511-es mellékút (Magyarország)
A 8511-es számú mellékút egy bő 20 kilométer hosszú, négy számjegyű mellékút Győr-Moson-Sopron vármegye területén. A Hanság szélén fekvő Bősárkányt köti össze a Rába-parti Kisbabottal, feltárva az útjába eső kisebb településeket is, és összekötve azokat úgy a 85-ös, mint a 86-os főúttal.

## Nyomvonala
Bősárkány központjában ágazik ki a 86-os főútból, annak a 159+350-es kilométerszelvénye közelében, délkelet felé. Széchenyi István utca néven húzódik a belterület déli széléig, amit mintegy 800 méter után hagy maga mögött. 2 kilométer után lép Maglóca területére, a falu első házait 3,2 kilométer után éri el, a Petőfi utca nevet felvéve. A központban kiágazik belőle délnyugat felé a 8513-as út, Acsalag felé, és nem sokkal ezután ki is lép a községből.
4,2 kilométer után már Barbacs területén folytatódik, a belterületet 5,3 kilométer után éri el, s ott a Maglócai utca nevet viseli. Egy kisebb irányváltás után József Attila utca a neve, így ér el a központba, ahol – kicsivel a 6. kilométere előtt – beletorkollik délnyugat felől, Csorna irányából a 8512-es út. Változatlan néven húzódik a község déli részében is, az utolsó barbacsi házakat körülbelül 6,7 kilométer után hagyja el. Nagyjából 8,8 kilométer után keresztezi a 85-ös főutat – annak 20+800-as kilométerszelvénye táján – majd néhány lépéssel arrébb elhalad az M85-ös autóút felüljárója alatt is.

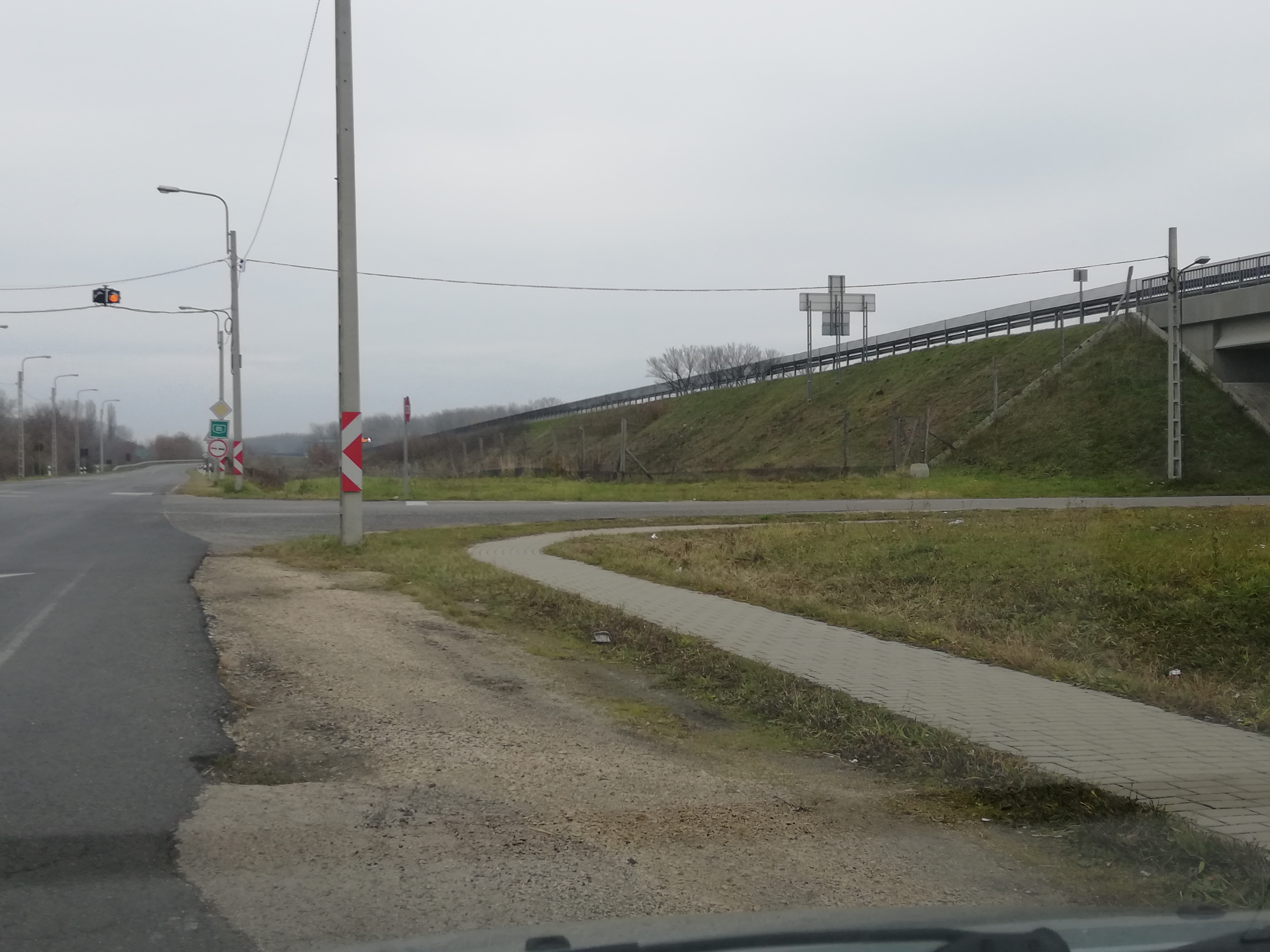
A 85-ös főút és a 8511-es út keresztezése Barbacs külterületén, Bágyogszovát felé

A felüljárót elhagyva már Dör község területén folytatódik, a 9+150-es kilométerszelvényénél keresztezi a Győr–Sopron-vasútvonal vágányait, a 2010-ben megszüntetett Bágyogszovát megállóhely egykori térségének keleti széle mellett, Dör lakott helyeit viszont nem érinti, azokat messze elkerüli kelet felől. 10,9 kilométer után már Bágyogszovát határai közt húzódik, a község Bágyog településrészét 12,2 kilométer után éri el. A hosszan elnyúló egykori egyutcás községben Szabadság utca a neve; egy patak keresztezését követően, a 14. kilométere után lép be Rábaszovát községrészbe. Ott elébb Árpád utca a neve, majd a központban – 14,9 kilométer után – északkeletnek fordul, Fő utca néven, délnyugatnak pedig kiágazik belőle a 8423-as út. Még egy irány- és névváltása van a községben, 15,4 kilométer után újból délkeletnek fordul, Rába utca néven; így lép ki a településről 16,3 kilométer után.
A 17+150-es kilométerszelvénye táján Bodonhely határát lépi át az út, a falut 18,5 kilométer után éri el, s ott a Dózsa György utca nevet viseli, egészen addig, amíg – 19,8 kilométer után – el nem hagyja a legdélebbi házait is. A Rába bal parti árvízvédelmi töltését elhagyva átlép Kisbabot területére, a folyót már ott szeli át, valamivel a 20. kilométere előtt. A jobb parti töltésről lehajtva már kisbaboti belterületek között húzódik, Ady Endre utca néven, így ér véget, beletorkollva a 8421-es útba, annak a 3+350-es kilométerszelvénye közelében.
Teljes hossza, az országos közutak térképes nyilvántartását szolgáló kira.gov.hu adatbázisa szerint 20,489 kilométer.

## Települések az út mentén
- Bősárkány
- Maglóca
- Barbacs
- (Dör)
- Bágyogszovát
- Bodonhely
- Kisbabot